# Cicurina pastura
Cicurina pastura là một loài nhện trong họ Dictynidae.
Loài này thuộc chi Cicurina. Cicurina pastura được Willis J. Gertsch miêu tả năm 1992.